# Doina (muziekstijl)
Doina is een Roemeense muziektoonstijl. Doina heeft Turkse invloeden en is oorspronkelijk Aziatisch. De stijl is terug te vinden in Roemeense muziek en Klezmer muziek. Sinds 2009 staat doina vermeld op de Lijst van Meesterwerken van het Orale en Immateriële Erfgoed van de Mensheid.

## Karakteristieken
De teksten van doina is poëtisch en vaak melancholisch, vandaar ook dat het vaak met blues wordt vergeleken. Doinaliederen hebben vaak een langzaam en vrij ritme, daar tegenover staat een snel wisselend patroon in tempo's. Een andere muziekstijl waarmee doina wordt vergeleken is de Turkse Makam (ook vermeld op de Lijst van Meesterwerken van het Orale en Immateriële Erfgoed van de Mensheid).